# Brit Pettersen
Brit Pettersen Tofte, född den 24 november 1961 i Lillehammer, är en norsk före detta längdåkare som tävlade under 1980-talet.
Pettersen var en av 1980-talets bästa längdåkare och vid två gånger slutade hon på andra plats i den totala världscupen (säsongerna 1981/1982 samt 1982/1983). Totalt vann hon tio tävlingar i världscupen.
Pettersen deltog i två olympiska spel och var med i det norska stafettlag som vann olympiskt guld vid OS 1984. Hon var även med i stafettlaget som fick brons vid OS 1980. Individuellt blev hennes bästa placering en tredje plats på 10 kilometer vid OS 1984.
Pettersen har även fyra VM-medaljer med VM-guldet från hemma-VM 1982 som främsta merit.  
Hon mottog Holmenkollenmedaljen 1986.